# 오드리 랜더스
오드리 랜더스(Audrey Landers, 1956년 7월 18일 ~ )는 미국의 배우이자 가수이다.

## 출연 작품
- 총각 파티 2 (2008)
- 번 노티스 1 (2007)
- 캘리포니아 카사노바 (1991)
- 프릭쇼 (1989)
- 뽀빠이 도일 (1986)
- 요한 스트라우스 (1986)
- 호스티지 달라스 (1986)
- 코러스 라인 (1985)
- 해저드 마을의 듀크 가족 (1979)
- 꿈꾸는 낙원 (1978)
- 달라스 (1978)
- 사랑의 유람선 (1977)
- 원 라이프 투 리브 (1968)